# フン・カメーとヴクブ・カメー
フン・カメー（フン・カメ）(Hun-Came) とヴクブ・カメー（ブクブ・カメ）(Vukub-Came) は、マヤ神話の『ポポル・ヴフ』に登場する冥界の王。
「フン・カメー」とは「一の死」、「ヴクブ・カメー」とは「七の死」の意味。
双子の兄弟フン・フンアフプーとヴクブ・フンアフプーを冥界シバルバーに誘い込み、難題を吹っかけ、解決できないとみるや二人を殺害した。さらにフン・フンアフプーの首を切って木に吊した。フン・フンアフプーは通りかかったイシュキックに自分の精を与え、子どもをみごもらせた。
こうして生まれたのが双子の兄弟フンアフプーとイシュバランケーである。兄弟がシバルバーに下ってくると、フン・カメーとヴクブ・カメは同じような難題を吹っかけたが、今度は次々に破られた。やがてフンアフプーとイシュバランケーは、自分をわざと殺して生き返る術を見せた。シバルバーの者も殺しては復活させた。フン・カメーとヴクブ・カメーは「我々も殺して生き返らせてみろ」と、フンアフプーとイシュバランケーに殺させた。もちろんそのまま生き返すことはなく、双子の兄弟は見事に父と叔父の仇討ちをとげたのである。